# Serrasalmus nalseni
Serrasalmus nalseni är en fiskart som beskrevs av Fernández-yépez, 1969. Serrasalmus nalseni ingår i släktet Serrasalmus och familjen Characidae. Inga underarter finns listade i Catalogue of Life.